# Świsłocz (rejon świsłocki)
Świsłocz (biał. Свiслач, Swisłacz, ros. Свислочь, Swisłocz) – miasto w zachodniej części Białorusi, w obwodzie grodzieńskim, 15 km od granicy z Polską, centrum rejonu świsłockiego. W 2010 roku miało 6,9 tys. ludności.

## Historia

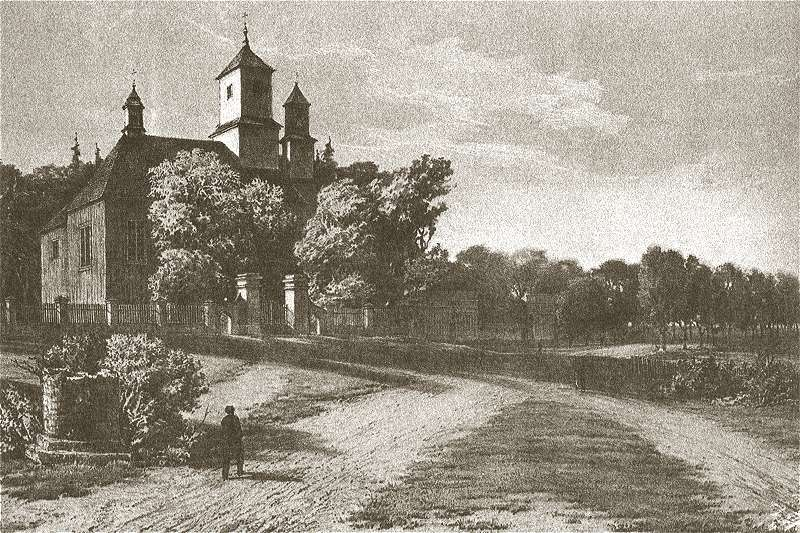
Kościół z 1666 r. według rys. Napoleona Ordy

Świsłocz po raz pierwszy pojawia się w źródłach w 1256 roku w Latopisie Ipatijewskim. W połowie XIV wieku niezależne księstwo świsłockie zostało podbite przez Wielkie Księstwo Litewskie. Miejscowość rozwijała się dzięki wygodnemu położeniu geograficznemu. Miasto królewskie lokowane przed 1523 rokiem, położone było w powiecie wołkowyskim. W 1560 roku przy miejscowym kościele kalwińskim powstała szkoła. Od 1563 roku Świsłocz wraz z okolicami weszła w posiadanie Jana Hieronima Chodkiewicza, który w 1572 roku odstąpił je w zamian za miasteczko Lachowicze. W 1581 roku ponownie stało się własnością Chodkiewiczów, którzy w 1594 roku sprzedali je Sebastianowi Pakoszowi. Od 1666 roku należało do pruskiego szlachcica Krishpin-Kirshenstein, który zbudował tam kościół (w latach 70. XIX wieku uwieczniony przez Napoleona Ordę) i otworzył przy nim szkołę. W 1668 roku podskarbi wielki litewski Hieronim Kryszpin-Kirszensztein z małżonką Anną z Młockich odbudowali i uposażyli kościół w Świsłoczy.
Od 1754 roku Świsłocz należała do Romerów, od 1778 roku do Wincentego Tyszkiewicza, senatora i męża Marii Teresy z Poniatowskich. Doszło wówczas do przebudowy miasta, wyznaczenia w centrum dużego rynku, miejsca słynnych jarmarków. W Świsłoczy powstał wówczas teatr, zwierzyniec i park. Świsłocz, będący własnością magnacką położony był w końcu XVIII wieku w hrabstwie świsłockim w powiecie wołkowyskim województwa nowogródzkiego.
W 1805 roku Tyszkiewicz ufundował słynne gubernialne gimnazjum, w którym w 1825 roku nauczycielem historii był Jan Czeczot. W 1845 roku gimnazjum utraciło status gubernialnego, a następnie za poparcie powstania styczniowego zostało zredukowane do progimnazjum. W 1876 roku na jego bazie otwarto Świsłockie Seminarium Nauczycielskie, istniejące do 1921 roku. Do najbardziej znanych absolwentów gimnazjum należeli: Napoleon Orda, Konstanty Kalinowski, Romuald Traugutt, Wiktor Heltman, Józef Ignacy Kraszewski. W XIX wieku Świsłocz należała do Pusłowskich i Krasińskich. W Świsłoczy często bywała Eliza Orzeszkowa.
W czasach II Rzeczypospolitej Świsłocz była siedzibą gminy wiejskiej w powiecie wołkowyskim i wchodziła w skład województwa białostockiego.
W 1929 miasto było siedzibą Sądu Grodzkiego. Były tu dwa kościoły katolickie, cerkiew i cztery synagogi. Jedna z nich jest zachowana do dziś i pełni rolę kinoteatru.

Widoki Świsłoczy z czasów II Rzeczypospolitej:
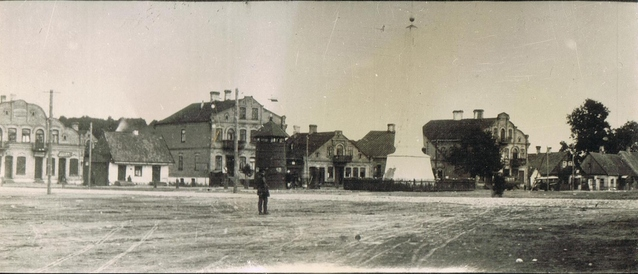
Rynek
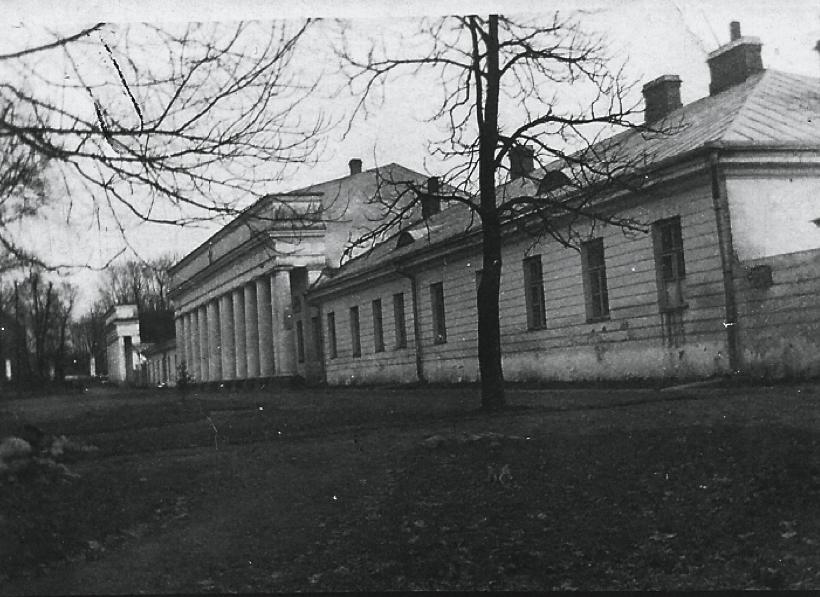
Gimnazjum im. R. Traugutta
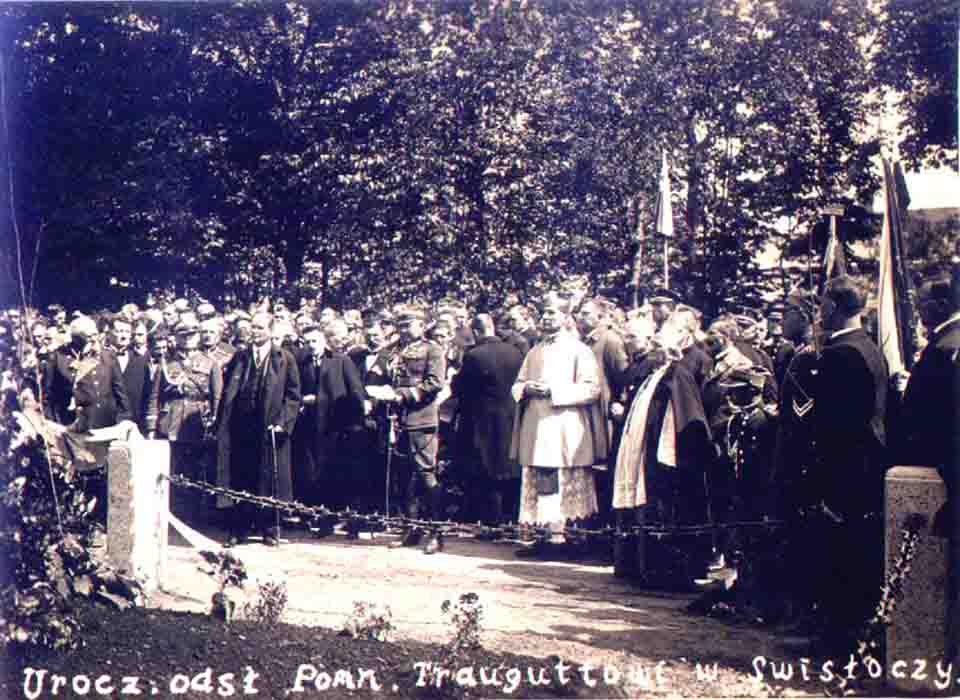
Uroczystości odsłonięcia pomnika Romualda Traugutta
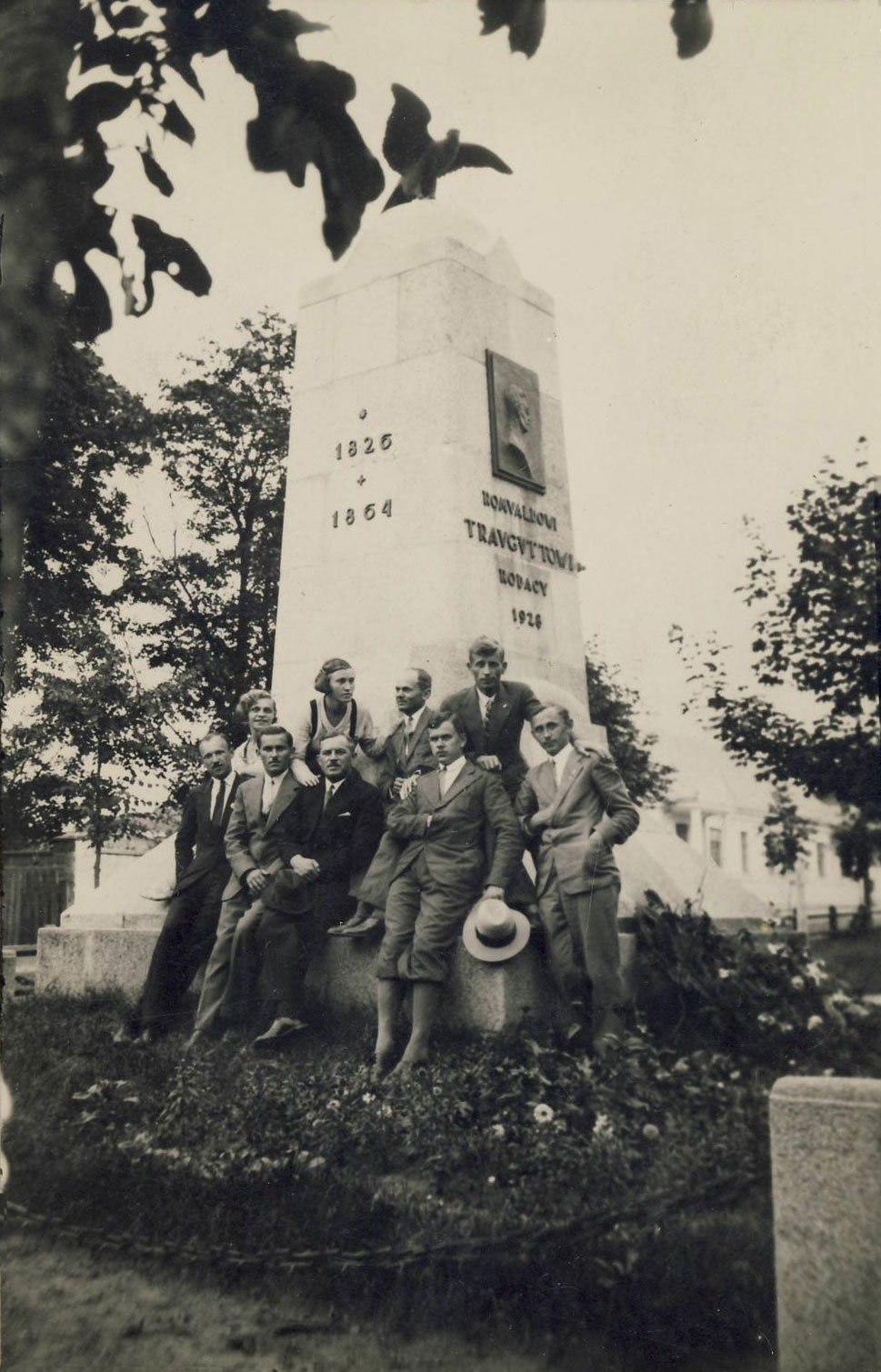
Pomnik Romualda Traugutta
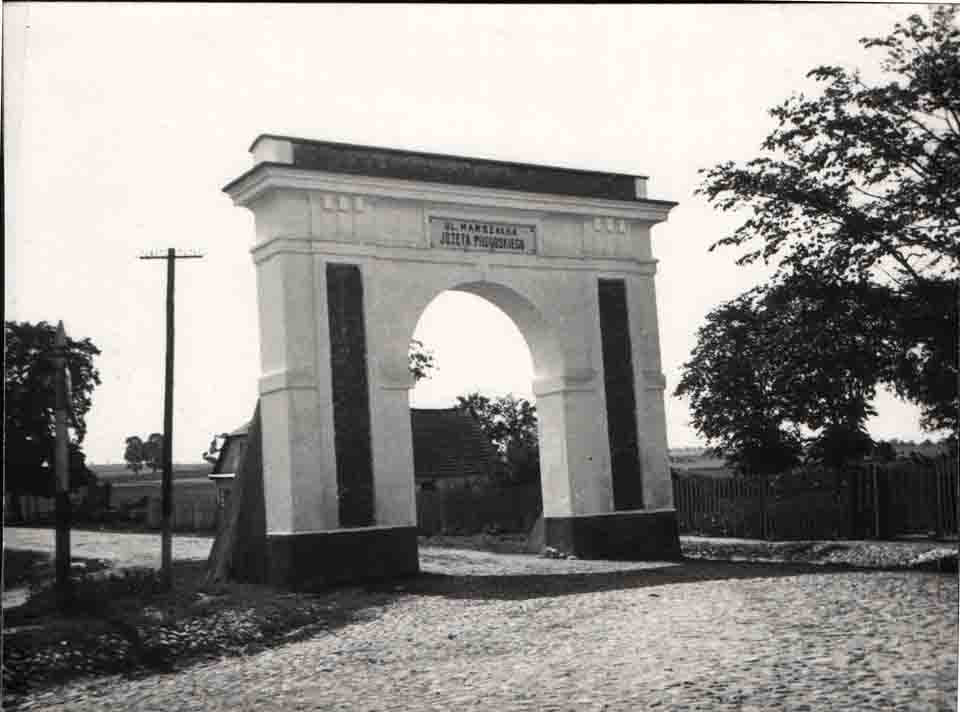
Brama miejska

Po 17 września 1939 roku pod okupacją ZSRR. 26 czerwca 1941 roku została zajęta przez wojska niemieckie. W listopadzie 1942 roku zlikwidowano świsłockie getto i rozstrzelano 1536 Żydów. W lipcu 1944 Świsłocz zajęły wojska radzieckie.

## Współczesność
W Świsłoczy znajduje się kilka zakładów przemysłowych i wychodzi jedna gazeta („Swisłoczskaja gazieta”, w jęz. białoruskim i rosyjskim). Stacja kolejowa Świsłocz znajduje się około 2,5 km od miejscowości. Działają tu dwie parafie prawosławne (wchodzące w skład mającego siedzibę w mieście dekanatu świsłockiego) oraz parafia rzymskokatolicka pw. św. Franciszka z Asyżu. Znajduje się tam jedyny na Białorusi pomnik Stalina.

## Zabytki

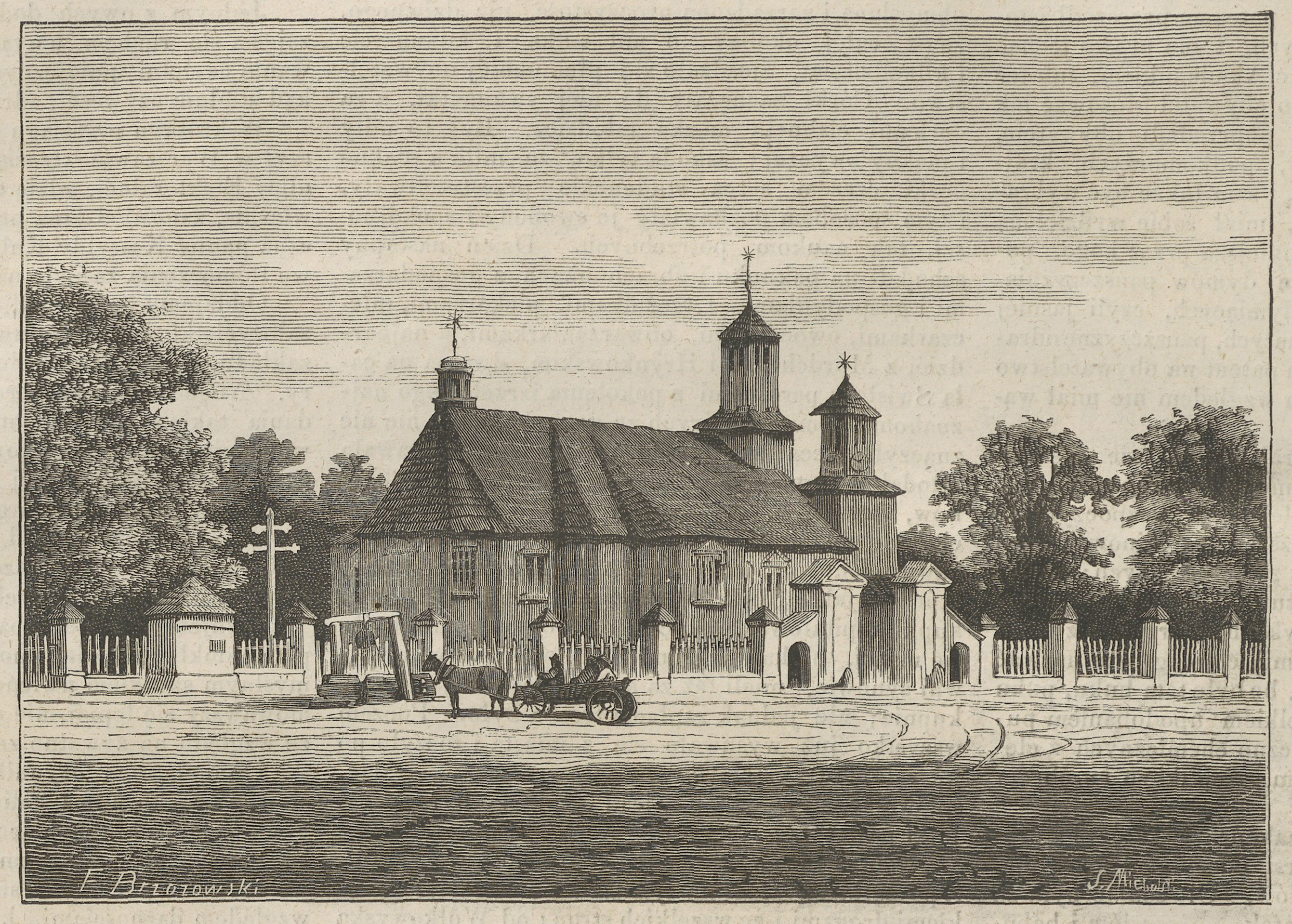
Kościół według rys. Feliksa Brzozowskiego

- modernistyczny zespół dworski Tyszkiewiczów z początku XX wieku (obecnie użytkowany przez kołchoz), otoczony 5-hektarowym parkiem krajobrazowym z dużą liczbą rzadkich gatunków drzew.
- ruiny zamku
- budynek gimnazjum, 1802-1803
- cerkiew Podwyższenia Krzyża Świętego, 1884
- kościół św. Franciszka z Asyżu i św. Trójcy, 1990
- synagoga i kirkut
- pomnik Romualda Traugutta z 1928
- stacja kolejowa, przełom XIX/XX wieku
- Kościół katolicki z 1666 roku został zniszczony w 1941

## Urodzeni w Świsłoczy
- Walancin Akudowicz (ur. 1950), białoruski filozof
- Zdzisław Szpakowski (1926-2006), polski socjolog, historyk, publicysta i dziennikarz, wykładowca akademicki, członek NSZ i AK podczas II wojny światowej oraz NZW w okresie powojennym, działacz opozycyjny w okresie PRL, polityk prawicowy po 1989 r.
- Zbigniew Waydyk (1924-2003), polski pisarz i poeta

## Galeria

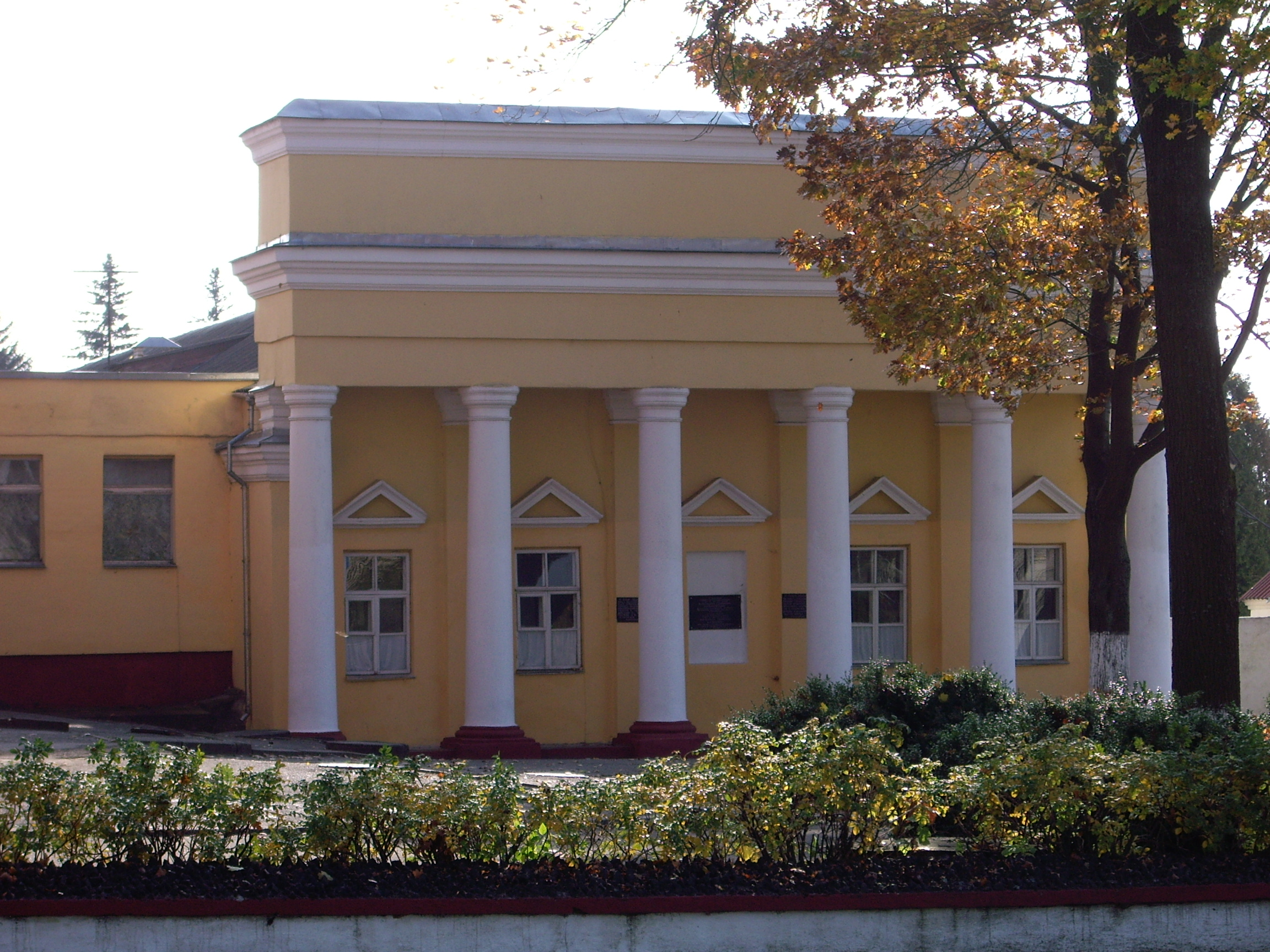
Zabytkowy budynek gimnazjum
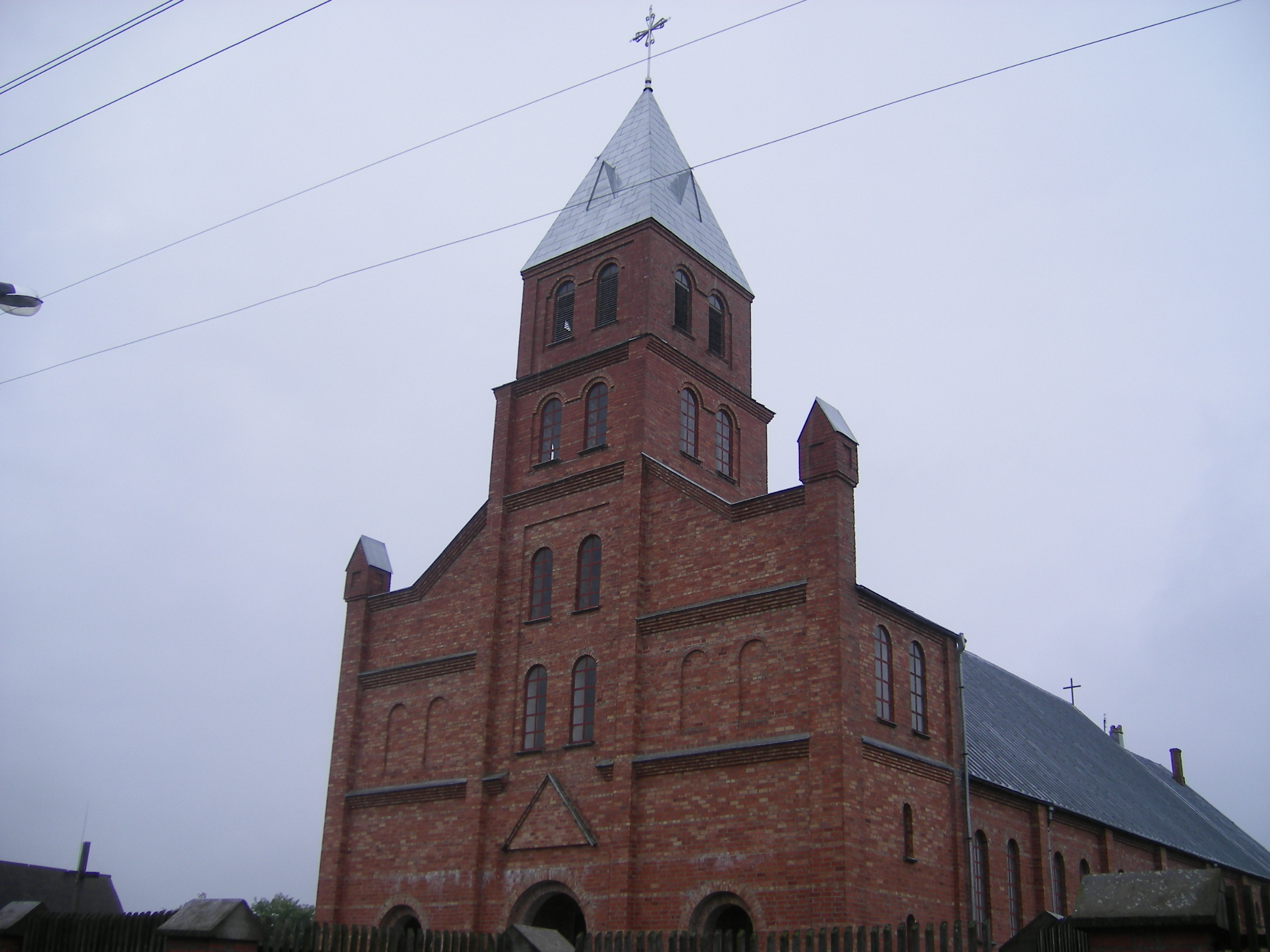
Kościół św. Franciszka
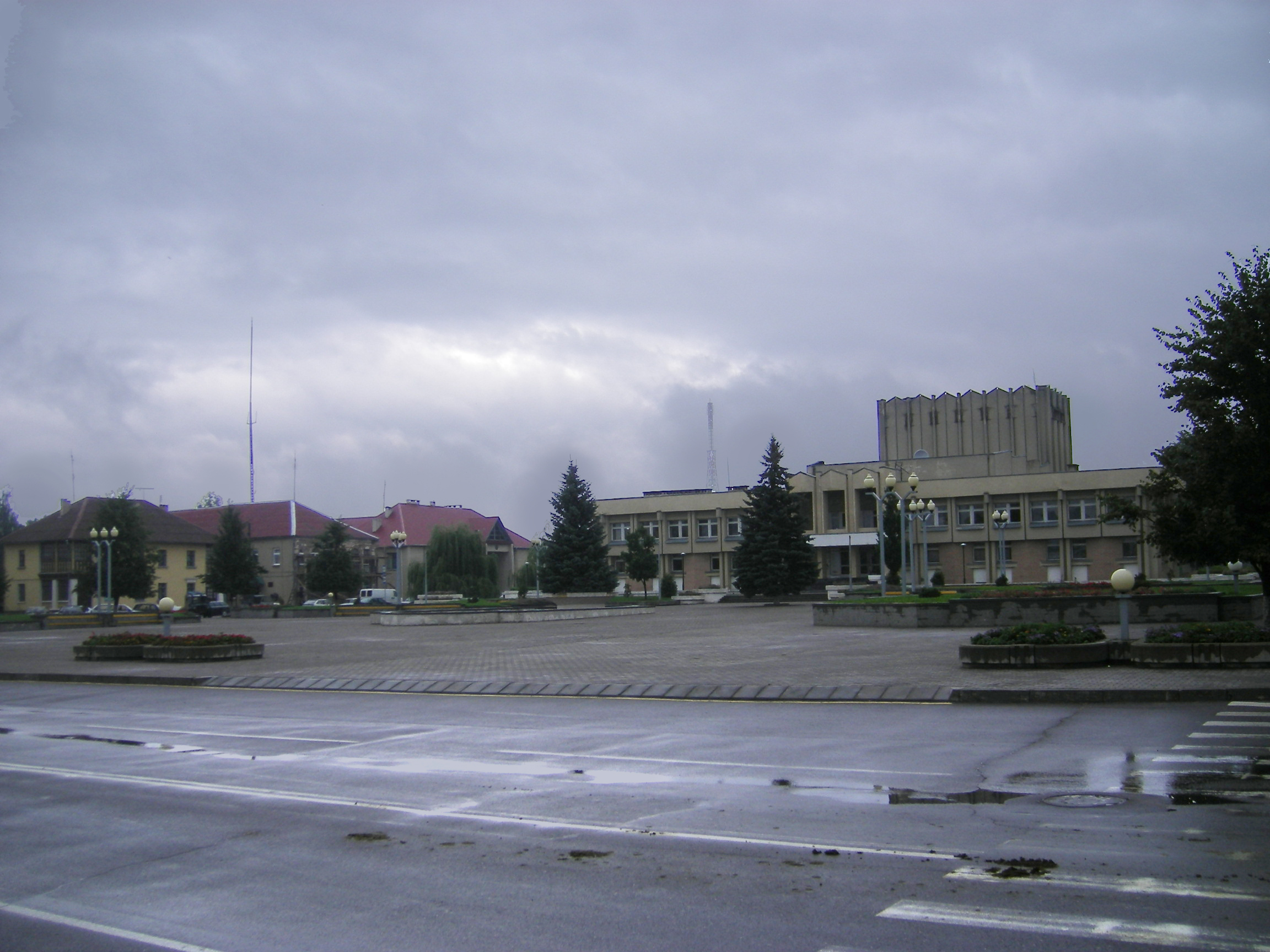
Centrum miasta